# Romà Escalas
Romà Escalas i Llimona (Barcelona, 1945) es un flautista y musicólogo español.

## Biografía
Procedente de una familia musicalmente culta (su tía abuela Matilde Escalas fue compositora, y la hermana de esta, Victoria, cantante) inició los estudios musicales en su ciudad natal. Se formó en musicología y organología con Higini Anglès , Josep Maria Lamaña  y Josep Maria Llorens. Se perfeccionó como intérprete con Kees Otten, Frans Brüggen y Gustav Leonhardt en el Conservatorio de Ámsterdam. Amplió conocimientos en el Conservatorio de Colonia, en la Universidad de Columbia y en los seminarios impartidos por la empresa Moeck Musikinstrumente + Verlag, en Celle (Alemania). Este proceso formativo le condujo a especializarse en el estudio, investigación e interpretación de la música antigua con criterios históricos.  Su actividad como solista le ha permitido participar en numerosos conciertos y grabaciones a lo largo de Europa y Estados Unidos.
Fundador de los grupos de música de cámara, Pràctica de Música y Al·legoria, y director durante veinte años del grupo  Ars Musicae de Barcelona , ha colaborado con las formaciones Hespèrion XX y La Capella Reial de Catalunya, dirigidas por Jordi Savall . Fue profesor del Conservatorio Superior de Música de Barcelona e introductor en España de la enseñanza oficial de la flauta de pico y de los instrumentos históricos. Ha sido también director del Museo de la Música de Barcelona (1981-2011) y autor de los últimos proyectos museológicos. Creador y director de los Cursos de Música Antigua de la Generalidad de Cataluña durante 26 años. Ha impartido clases en los cursos de organología que organiza el museo dentro del marco del convenio de colaboración con la Universidad Autónoma de Barcelona. Ha sido durante dos mandatos Secretario general del Instituto de Estudios Catalanes (IEC)

## Obras
Libros
- Romà Escalas i Llimona (2003). La interpretació actual de la música del renaixement : permanència de les seves estructures qualitatives  discurso de recepció (en catalán). Barcelona: Instituto de Estudios Catalanes. ISBN 8472836622. OCLC 56767333.
- — (2009). Perspectiva musical de Catalunya des de la Revista musical Catalana, 1904-2008 (en catalán). Barcelona: Instituto de Estudios Catalanes. ISBN 9788492583706. OCLC 650516840.

Partituras
- — (1974). Resercada, baixetes, minuets, siglos XVII y XVIII : flauta dulce o travesera, violín, oboe y bajo continuo. Barcelona: Diputación Provincial de Barcelona. OCLC 2071092.
- José Nebra; Romà Escalas (1987). Tocatas y sonata para órgano o clave. Zaragoza: Institución Fernando el Católico. ISBN 8400067223. OCLC 20271116.
- — (1993). Cançoner del duc de Calàbria : setze exercicis sobre els vuit tons. Barcelona: Societat Catalana de Musicologia. ISBN 847283249X. OCLC 31613860.